# クラウン (歯科)

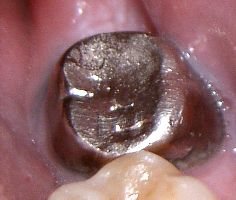
クラウン（左下の第二大臼歯）

クラウンとは、虫歯などによる一歯の欠損に対して用いる、歯冠補綴物である。単冠とも呼ばれる。一般には歯のかぶせとして知られる。通常歯根膜によって支持力を得る。同じ歯根膜支持であること等、共通点が多いブリッジとまとめられることが多い。
歯は通常、実質の欠損を自然回復することができないが、コンポジットレジンやアマルガムなどによる修復や、インレー、クラウンによりその形態を回復させる事が出来る。ただし、崩壊が大きい場合、前者では形態の回復が困難であり、クラウンを利用することとなる。
クラウンは大きく分けると、歯冠部全体を被覆する全部被覆冠の他、一部を被覆する一部被覆冠、根管にポストを入れることで土台とし、歯冠全体を作る歯冠継続歯に分けられ、それぞれの中に多くの種類のクラウンがあり、歯の種類や欠損の部位、患者の希望などにより使い分けられる。

## 種類

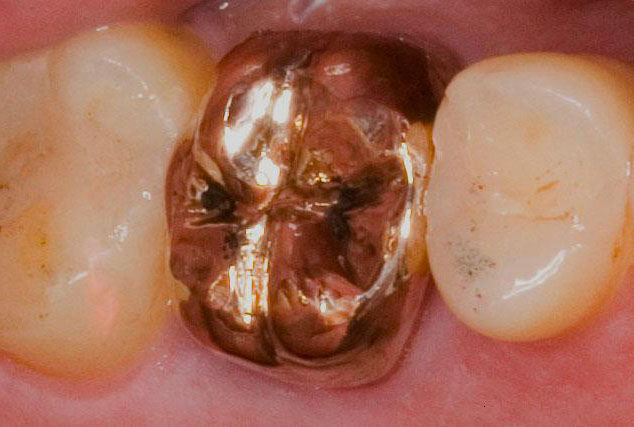
クラウン（右上第一大臼歯　白金加金製　咬合面観）

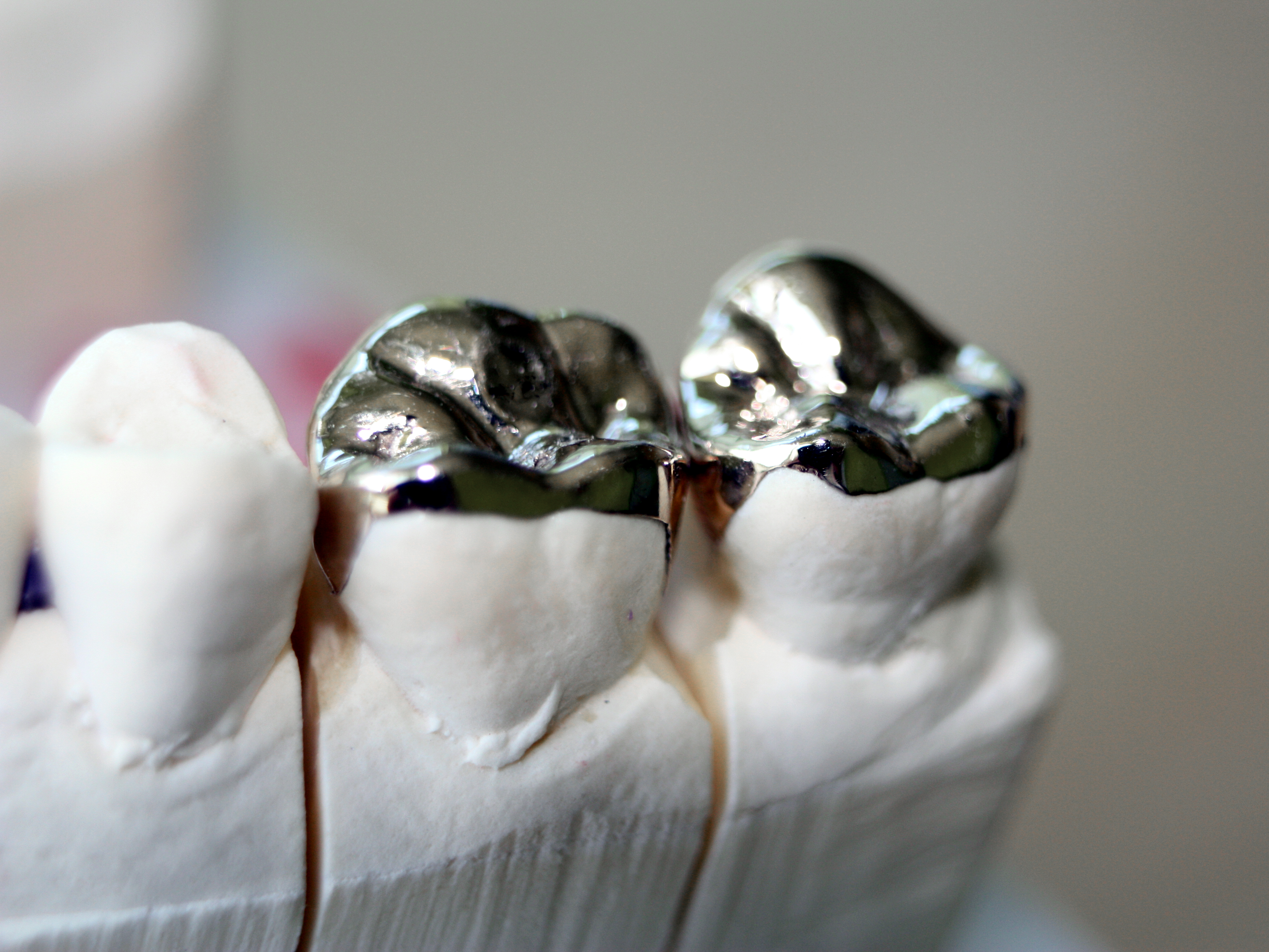
一部被覆冠

### 全部被覆冠
歯冠全体を被覆する全部被覆冠としては、
- 全部鋳造冠 - 全部を金属で鋳造する
- 前装鋳造冠 - 審美性を確保するため、金属での鋳造の上に陶材（陶材焼成前装鋳造冠、陶歯前装鋳造冠）やレジン（レジン前装鋳造冠）を使用する
- ジャケットクラウン（ジャケット冠）- 金属を使わずにレジンや陶材のみで作る

などが知られる。また、近年、CAD/CAMを利用し、金属や陶材のブロックから直接削りだして作る方法も発達してきた。また、クラウンの土台（コア）として保険治療で使用されるメタルコアは、クサビ効果により歯を割ってしまったり、根の病気に感染していた時の除去が非常に困難で抜歯になってしまう原因の一つにもなる。一般歯科における平均的な根の治療の成功率は50%以下なので、クラウン（差し歯）の土台となるメタルコアは望ましくない。

### 一部被覆冠
- 3／4冠
- 4／5冠
- 7／8冠

### 基礎形成の種類[1]
| 画像 | 名称                           | 利点                                     | 欠点                                                     |
| ---- | ------------------------------ | ---------------------------------------- | -------------------------------------------------------- |
|      | ナイフエッジ                   | 最小の侵襲                               | 見栄え、強度が劣る                                       |
|      | 面取り                         | 最小の侵襲                               | セラミックを使用する場合は、強度と見た目が不十分である。 |
|      | 深い面取り                     | 標準的な侵襲                             | 潜在的な唇が形成される                                   |
|      | ラジアルショルダー             | 美しい見た目 優れた強度                  | 大きな侵襲                                               |
|      | ラジアルショルダー（斜面加工） | 優れた強度                               | 大きな侵襲                                               |
|      | クラシックショルダー           | 美しい見た目 優れた強度 輪郭の変形が最小 | 歯の侵襲が最も大きい                                     |

### 材料
金属のクラウンは広く使われている。強度は高く割れにくい。銀色のものを俗に銀歯、金色のものを俗に金歯と言われることが多い。
18Kや20Kで用いられる金歯は、金ならではのしなやかさがあり、隙間が生まれにくいほか、他の歯を痛めることも少ない。金歯は世界的にみてもよく使われ、セラミックなどをもってしてもいまだ金を越える材料はないとされる。
金銀パラジウム合金
日本において広く使われる。通称「金パラ」。日本の公的保険適用。いわゆる銀歯である。
金合金
生体親和性が高く安全性が高く、しなやかな材質で適合性が非常に高い。辺縁封鎖性が良く、2次虫歯のリスクが低い。そのため、歯科医師などの多くは、金合金で治療することが多い。世界的にもよく使われる。

## 禁忌
クラウンを口腔内に装着するためには、歯を多く削る必要がある。これは不可逆的な行為である。そのため、必要でなければ、クラウンは禁忌である。更にクラウンは長くは持たない。歯科医師や歯科技工士の技術、使用される材料、患者の口腔内の衛生状態、あるいは何をもって寿命と見なすかなど、多くの変動要因はあるが、一般的にクラウンの平均寿命は10年程度といわれている。また、全部被覆冠であれば、歯髄の診断のための歯面が無くなる。このことは歯内治療学的な分析が困難になる。多くの国では非常に高価（約600–1200ドル程度、日本では医療保険制度により、著しく安価に抑えられている）であり、歯科への通院が複数回必要となる。